# جان تراغودارا
جان تراغودارا (بالإسبانية: Jean Tragodara)‏ (16 ديسمبر 1985 بليما في بيرو - ) هو مدرب كرة قدم ولاعب كرة قدم بيروفي في مركز الوسط. شارك مع منتخب بيرو لكرة القدم. أما مع النوادي، فقد لعب مع أليانزا ليما وأونس كالداس والجامعي دي بيرو وAtlético Minero ‏ ونادي أياكوتشو وLeón de Huánuco ‏ وسيزار فاليجو ‏ وسبورت أنكاش ونادي جامعة كاخاماركا التقنية ‏.

## وصلات خارجية
- جان تراغودارا على موقع إي إس بي إن إف سي (الإنجليزية)
- جان تراغودارا على موقع قاعدة بيانات كرة القدم.إي يو (الإنجليزية)
- جان تراغودارا على موقع ناشيونال فوتبول تيمز (الإنجليزية)
- جان تراغودارا على موقع Soccerway.com (الإنجليزية)